# 唐沢野枝
唐沢 野枝（からさわ のえ、6月25日生まれ）は、日本の漫画家。小学館で執筆していた時期は唐沢のえの筆名を使用した。

## 来歴
埼玉県出身。漫画家志望ではなかったが、高校卒業後に人と一緒に働くのが性に合わなかったため、3年というタイムリミットを設定した上で漫画を描き始める。2年半後の1987年、小学館新人コミック大賞に入選した「lonely　heart　抱きしめて」で週刊少女コミックからデビュ―した。講談社・実業之日本社を経て、その後秋田書店等でレディースコミックを執筆した。
自身もプロデビューと引き換えのように不眠やうつ病を発症した経験から、精神障害など、心理的な描写を好む。
| スタブアイコン | サブスタブ | この項目は、まだ閲覧者の調べものの参照としては役立たない、人物に関連した書きかけの項目です。この項目を加筆・訂正などしてくださる協力者を求めています（P:人物伝/PJ:人物伝）。 |